# Барбаро, Умберто
Умбе́рто Ба́рбаро (итал. Umberto Barbaro; 3 января 1902, Ачиреале Сицилия — 19 марта 1959, Рим) — итальянский кинокритик и публицист.

## Биография
Профессиональные интересы Умберто Барбаро были связаны с публицистикой, театром, кино, критикой и историей изобразительного искусства. В 1923 году, будучи редактором La bilancia, он сотрудничал с Дино Терра, Виничио Паладини и Паоло Флоресом.
В 1927 году он был среди лидеров движения имажинистов и одним из футуристов с «левыми» взглядами. Его работы получили известность во Франции, США, России и Германии. Вместе c Антоном Джулио Брагалья он открыл «Театр Независимых» (итал. Teatro degli Indipendenti) в Риме. Знание русского и немецкого языков позволило ему переводить на итальянский произведения Генриха фон Клейста, Михаила Булгакова и Франка Ведекинда. Барбаро был журналистом, прозаиком, писал эссе, и его тексты публиковались в ряде журналов того времени.
В 1936 году, совместно с Луиджи Кьярини, он основал Экспериментальный киноцентр в Риме и стал преподавать. В 1936—1948 годы он служил директором этой киношколы. Под эгидой киноцентра У. Барбаро и Л. Кьярини издавали ежемесячный киножурнал Bianco e Nero. 
После Второй мировой войны Барбаро возобновил свои исследования в области кино. В особенности его интересовал советский кинематограф. Он продолжил переводить на итальянский труды теоретиков кино, в том числе, Всеволода Пудовкина, Сергея Эйзенштейна, Рудольфа Арнхайма и Белы Балажа. В 1947 году он также переводил Зигмунда Фрейда. В 1945 году Барбаро был назначен специальным уполномоченным Экспериментального киноцентра и занимал эту должность вплоть до 1947 года, когда его отстранили по политическим мотивам. В 1948—1950 годы преподавал в Лодзинской киношколе. Умберто Барбаро был одним из основателей неореализма в кино.
Первой кинематографической работой Барбаро стал сценарий документального фильма «Верфи на Адриатике» (1933). Затем был снят полнометражный фильм «Последний враг» (1938, сценарий, режиссура, монтаж). После войны, в соавторстве с Роберто Лонги, Барбаро создал два короткометражных фильма об итальянских художниках Карпаччо и Караваджо.
В качестве кинокритика Барбаро сотрудничал с газетой L'Unità, еженедельником Vie Nuove e a Filmcritica и журналом L’Eco del cinema, выходящим с периодичностью один раз в две недели.
В честь Умберто Барбаро названы кинематографическая библиотека (итал. Umberto Barbaro Biblioteca del Cinema) в Риме и национальная премия, вручаемая теоретикам кино и кинокритикам (итал. Premio Nazionale Filmcritica, Premio Filmcritica-Umberto Barbaro) (Рим).

## Публикации (на итальянском языке)
- Barbaro U. Luce fredda. — Lanciano: Carabba Ed., 1931. (переизд. — Montepulciano: Ed. Del Grifo, 1990) (рус. Холодный свет) (роман)
- Barbaro U. L'isola del sale. — 1935. — (L'Italia letteraria). (переизд. — Bari: Palomar, 2002, 156 p., ISBN 8-887-46777-3) (роман)
- Barbaro U. L'essenza del can barbone. — Lanciano: Carabba, 1931. — (L'Italia letteraria). (переизд. — Napoli: Liguori Ed., 1996, 2 ed., 148 p., ISBN 8-820-72505-3) (короткие рассказы)
- L'attore / Barbaro U. (ред.). — Roma: Bianco e Nero Ed., 1938. (см. также этот текст в журнале Bianco e Nero, 2/3, 1938) (рус. Актёр)
- Barbaro U. Film: soggetto e sceneggiatura. — Roma: Bianco e Nero Ed., 1939. (рус. Фильм: сюжет и сценарий)
- Barbaro U. Il cinema e l'uomo moderno. — Roma: Le Edizioni Sociali, 1950. (рус. Современный человек и кино)
- Barbaro U. Poesia del film. — Roma: Filmcritica Ed., 1955. (переизд. — Rome: Bulzoni, 1999, 164 pp, ISBN 8-883-19351-2) (рус. Поэзия кино)
- L'arte dell'attore / Barbaro U., Luigi Chiarini (ред.). — Roma: Bianco e Nero Ed., 1950. (рус. Актёрское искусство)

### Посмертные публикации
- Barbaro U. Il film e il risarcimento marxista dell'arte. — Roma: Editori Riuniti, 1960.
- Barbaro U. Servitù e grandezza del cinema / Lorenzo Quaglietti (ред.). — Roma: Editori Riuniti, 1962.
- Barbaro U. Il cinema tedesco / Mino Argentieri (ред.). — Roma: Editori Riuniti, 1973.
- Barbaro U. Neorealismo e realismo / Gianpiero Brunetta (ред.). — Roma: Editori Riuniti, 1973. — 790 p. — ISBN 8-835-90966-X.
- Barbaro U., Chiarini L. Fratelli d'Italia (киносценарий) // Cinemasessanta. — October–December 2009. — № 302.

## Фильмография
- 1933 — Верфи на Адриатике (итал. Cantieri dell'Adriatico) — док. ф., режиссёр;
- 1938 — Последний враг[итал.] (итал. L'ultima nemica) — режиссёр;
- 1947 — Карпаччо[итал.] (итал. Carpaccio) — док. ф., режиссёр (в соавторстве с Р. Лонги);
- 1948 — Караваджо (итал. Caravaggio) — док. ф., режиссёр.

## Сценарии
- 1934 — Вторая «Б» (другое название — «Десятый „Б“») (итал. Seconda B), в соавторстве с режиссёром фильма Гоффредо Алессандрини[10];
- 1940 — Грешница (итал. La peccatrice), режиссёр Амлето Палерми;
- 1942 — Улица Пяти лун (итал. Via delle cinque lune), режиссёр Луиджи Кьярини;
- 1942 — Спящая красавица (итал. La bella addormentata), режиссёр Луиджи Кьярини;
- 1942 — Боязнь любви (итал. Paura d'amare), режиссёр Гаэтано Амата;
- 1943 — Хозяйка (итал. La locandiera), режиссёр Луиджи Кьярини;
- 1948 — Трагическая охота (итал. Caccia tragica), режиссёр Джузеппе Де Сантис;
- 1948 — Фабиола[англ.] (итал. Fabiola), режиссёр Алессандро Блазетти (в титрах У. Барбаро не указан);
- 1949 — Чёртово ущелье (пол. Czarci żleb), режиссёры Тадеуш Каньский и Альдо Вергано[итал.], Польша[11][12] (в Италии сценарий не опубликован);
- 1953 — итал. La figlia del forzato, в соавторстве с режиссёром Гаэтано Амата.